# LGT Bank
LGT Bank er en international bank, som tilhører fyrstehuset i Liechtenstein. Den blev grundlagt i 1920 som Bank in Liechtenstein. Banken har 1.500 ansatte og kontorer i Europa, Asien og Amerika. Den har hovedsæde i Liechtensteins hovedstad Vaduz.

## Eksterne links
- LGT Bank

| Firma | Spire Denne artikel om et firma eller en virksomhed er en spire som bør udbygges. Du er velkommen til at hjælpe Wikipedia ved at udvide den. |